# Claude Rich
Claude Rich (Estrasburg, 8 de febrer de 1929-Orgeval, 20 de juliol de 2017) va ser un actor francès.

## Biografia
Després de començar treballant en el teatre, la seva participació en la pel·lícula Les maniobres de l'amor, de René Clair, va ser l'inici de la seva carrera cinematogràfica el 1955. Habitualment interpretava papers secundaris, primer de jove en els anys seixanta, on va destacar donant la rèplica a Lino Ventura a Les Tontons flingueurs, de Georges Lautner.
Actor eclèctic, Claude Rich va col·laborar en nombroses pel·lícules històriques, d'entre les quals destaca Le souper, d'Edouard Molinaro, que li va valer el César al millor actor el 1993, per la seva interpretació de Talleyrand. No obstant això, no va menysprear les produccions destinades al gran públic, com La Fille de d'Artagnan (1994) y Astérix et Obélix : Mission Cléopâtre (2001).

## Vida privada
Es va casar en París el 26 de juny de 1959 amb Catherine Renaudin, amb qui va tenir dues filles: Delphine, que és actriu, i Nathalie, que és pintora. Tenia un fill adoptat, Remy.
Era catòlic. Assistia a missa tots els diumenges, però es veia a si mateix com un "cristià una mica patètic": "No soc gaire bon cristià. No estudio molt la meva religió, però jo crec en l'amor de Déu. De la mateixa manera que nosaltres no sempre sabem per què mestresses a una persona, amo a Déu. Vaig assistir a missa tots els diumenges. Quan a vegades li comunico a algú la meva intenció d'anar a missa el diumenge i observo la sorpresa en el meu interlocutor, li dic que sóc jo el que se sorprèn que ell no vagi a l'església".
El desembre de 2006 va signar un manifest de "suport total" a Benet XVI, que havia permès celebrar la missa tridentina, considerant "com una gràcia de la diversitat de ritus a l'Església Catòlica".

## Filmografia

### Cinema
- 1955: Les maniobres de l'amor, de René Clair: el xicot d'Alice
- 1956: Mitsou, de Jacqueline Audry: el tinent Kaki
- 1956: C'est arrivé à Aden, de Michel Boisrond: Price
- 1957: La Polka des menottes, de Raoul André: Pierrot
- 1958: Ni vu... Ni connu..., de Yves Robert: Amédée Fléchard
- 1960: La Française et l'Amour, de Michel Boisrond, Henri Decoin i Christian-Jaque: Charles
- 1960: L'Homme à femmes, de Jacques-Gérard Cornu: l'inspector Vaillant
- 1961: Tot l'or del món, de René Clair: Fred
- 1961: Le Caporal épinglé, de Jean Renoir i Guy Lefranc: Adrien Ballochet
- 1961: Ce soir ou jamais, de Michel Deville: Laurent
- 1962: Les Sept Péchés capitaux, de Claude Chabrol: Armand
- 1962: Le Diable et les dix Commandements, de Julien Duvivier: le Diable
- 1963: Constance aux enfers, de François Villiers: un estudiant
- 1963: Comment trouvez-vous ma sœur ?, de Michel Boisrond: François Lorin
- 1963: Les Tontons flingueurs, de Georges Lautner: Antoine Delafoy
- 1964: Mata-Hari, agent H21, de Jean-Louis Richard: Julien
- 1964: La Chasse à l'homme, de Edouard Molinaro: Julien
- 1964: Le Repas des fauves, de Christian-Jaque: Claude
- 1965: Les Copains, d'Yves Robert: Huchon
- 1965: L'Or du duc, de Jacques Baratier i Bernard Toublanc-Michel: Ludovic de Talois-Minet
- 1965: Un milliard dans un billard, de Nicolas Gessner: Bernard Noblet
- 1966: Es crema París?, de René Clément: el general Leclerc / Pierre de La Fouchardière
- 1966: Monsieur le Président-directeur général, de Jean Girault: Stéphane Bévin
- 1966: Les Compagnons de la marguerite, de Jean-Pierre Mocky: Jean-Louis Matouzec
- 1967: Mona, l'étoile sans nom, de Henri Colpi: el profesor
- 1967: Oscar, de Edouard Molinaro: Christian Martin
- 1968: La Mariée était en noir, de François Truffaut: Bliss
- 1968: T'estimo, t'estimo, d'Alain Resnais: Claude Ridder
- 1969: Le Corps de Diane
- 1969: Une veuve en or, de Michel Audiard: Antoine
- 1973: La Race des seigneurs, de Pierre Granier-Deferre: Dominique
- 1974: L'Ironie du sort, d'Edouard Molinaro: Morin
- 1974: La Femme de Jean, de Yannick Bellon: Jean
- 1974: Stavisky, de Alain Resnais: l'inspector Bonny
- 1975: Adieu poulet, de Pierre Granier-Deferre: el jutge Delmesse
- 1976: Le Crabe-tambour, de Pierre Schoendoerffer: Pierre, el doctor
- 1979: La Guerre des polices, de Robin Davis: el comissari Ballestrat
- 1981: Un matin rouge, de Jean-Jacques Aublanc: Léonard
- 1981: La Revanche, de Pierre Lary: Jacques Beaufort
- 1983: Maria Chapdelaine, de Gilles Carle: cura Cordelier
- 1983: Les Mots pour le dire, de José Pinheiro: Guillaume Talbiac
- 1985: Escalier C, de Jean-Charles Tacchella: M. Lafont
- 1989: Les cigognes n'en font qu'à leur tête, de Didier Kaminka: Sam
- 1990: Promotion canapé, de Didier Kaminka: Ivan
- 1992: L'Accompagnatrice, de Claude Miller: el ministre
- 1992: Le Souper, d'Edouard Molinaro: Talleyrand
- 1994: Le Colonel Chabert, de Yves Angelo: Chamblin
- 1994: La fille de d'Artagnan, de Bertrand Tavernier: duc de Crassac
- 1995: Dis-moi oui, de Alexandre Arcady: Profeszor Villiers
- 1996: Le Bel été 1914, de Christian de Chalonge: el comte de Sainteville
- 1996: Capitán Conan, de Bertrand Tavernier: general Pitard de Lauzier
- 1996: Désiré, de Bernard Murat: Montignac
- 1998: Homère, la derniere odyssée, de Fabio Carpi: René
- 1998: Lautrec, de Roger Planchon: comte Alphonse de Toulouse-Lautrec
- 1999: Le Derrière, de Valérie Lemercier: Pierre Arroux
- 1999: La Bûche, de Danièle Thompson: Stanislas
- 2000: Les Acteurs, de Bertrand Blier: com ell mateix
- 2001: Paris à tout prix, de Yves Jeuland: narrador
- 2001: Concurrence déloyale, d'Ettore Scola: Treuberg
- 2002: Astérix et Obélix : Mission Cléopâtre, de Alain Chabat: Panoramix
- 2003: Le Mystère de la chambre jaune, de Bruno Podalydès: el jutge de Marquet
- 2003: Le Coût de la vie, de Philippe Le Guay: Maurice
- 2004: Là-haut, un roi au-dessus des nuages, de Pierre Schoendoerffer: el redactor en cap
- 2004: Rien, voilà l'ordre, de Jacques Baratier: el doctor Nuytel
- 2004: Le Cou de la girafe, de Safy Nebbou: Paul
- 2005: Le Parfum de la dame en noir, de Bruno Podalydès: el jutge de Marquet
- 2006: Président, de Lionel Delplanque: Frédéric Saint-Guillaume
- 2006: Assumptes privats en llocs públics, de Alain Resnais: Arthur (veu)
- 2008: Le crime est notre affaire, de Pascal Thomas: Roderick Charpentier
- 2008: Aide-toi, le ciel t'aidera, de François Dupeyron: Robert
- 2008: Bancs publics (Versailles Rive-Droite), de Bruno Podalydès: un jugador de backgammon

### Televisió
- 1960: Les Joueurs, de Marcel Bluwal: el joven Glov.
- 1988: Le Grand Secret, de Jacques Trébouta: Samuel Frend.
- 1993: La Vérité en face, d'Étienne Périer: Paul Noblet.
- 1999: Balzac, de Josée Dayan: jefe Plissoud.
- 2002: Juan XX, el Papa de la paz, de Giorgio Capitani: Cardenal Ottaviani.
- 2005: Les Rois maudits, de Josée Dayan: cardenal Duèze
- 2005: Galilée ou l'amour de Dieu, de Jean-Daniel Verhaeghe Galilée.
- 2007: Voltaire et l'affaire Calas, de Francis Reusser: Voltaire.
- 2009: La reine morte, de Pierre Boutron.

## Teatre
- 1951: Conte d'hivern, de William Shakespeare, posada en escena de Julien Bertheau, Comédie-Française.
- 1951: Le Veau gras, de Bernard Zimmer, posada en escena de Julien Bertheau, Comédie-Française.
- 1952: Roméo et Juliette, de William Shakespeare, posada en escena de Julien Bertheau, Comédie-Française.
- 1954: La Corde, de Patrick Hamilton, posada en escena Jean Darcante, Teatre de la Renaissance.
- 1954: Bel-Ami, de Frédéric Dard basada en l'obra de Guy de Maupassant, posada en escena Jean Darcante.
- 1954: Carlos et Marguerite, de Jean Bernard-Luc, posada en escena Christian-Gérard, Teatre de la Madeleine.
- 1954: Les Pas perdus, de Pierre Gascar, Teatre Fontaine.
- 1955: Les Amants novices, de Jean Bernard-Luc, posada en escena Jean Mercure, Teatre Montparnasse.
- 1955: La Petite Maison de thé, de John Patrick, posada en escena Marguerite Jamois, Teatre Montparnasse.
- Espoir, de Henry Bernstein.
- 1956: La Petite Hutte, d'André Roussin, posada en escena del autor, Teatre des Nouveautés.
- 1958: Virginie, de Michel André, posada en escena Christian-Gérard, Teatre Michel.
- 1958: Père, d'Édouard Bourdet, posada en escena Pierre Fresnay, Teatre de la Michodière.
- 1959: Les Choutes, de Pierre Barillet i Jean-Pierre Grédy, posada en escena Jean Wall, Teatre des Nouveautés.
- 1959: Un beau dimanche de septembre, de Ugo Betti, posada en escena André Barsacq, Teatre de l'Atelier.
- 1960: Château en Suède, de Françoise Sagan, posada en escena André Barsacq, Teatre de l'Atelier.
- 1961: La Rouille, de Carlos Semprún, posada en escena Jean-Marie Serreau, Teatre de l'Alliance française.
- 1962: Victor ou les Enfants au pouvoir, de Roger Vitrac, posada en escena Jean Anouilh i Roland Piétri, Teatre de l'Ambigu.
- 1963: Victor ou les Enfants au pouvoir, de Roger Vitrac, posada en escena Jean Anouilh i Roland Piétri, Teatre de l'Athénée.
- 1963: La Crécelle, de Charles Dyer, posada en escena Michel Fagadau, Teatre de la Gaîté-Montparnasse.
- 1966: Le Retour, de Harold Pinter, posada en escena Claude Régy, Teatre de Paris.
- 1968: Les Quatre Saisons, d'Arnold Wesker, posada en escena Claude Régy, Teatre Montparnasse.
- 1970: Hadrien VII, de Peter Luke, posada en escena Raymond Rouleau, Teatre de Paris.
- 1972: Honni soit qui mal y pense, de Peter Barnes, posada en escena Stuart Burge, Teatre de Paris.
- 1973: Jean de La Fontaine, de Sacha Guitry, posada en escena René Clermont, Teatre Montparnasse.
- 1975: Le Zouave, de Claude Rich, posada en escena Jean-Louis Thamin.
- 1976: Lorenzaccio, d'Alfred de Musset, posada en escena Franco Zeffirelli.
- 1977: Péricles, prince de Tyr, de William Shakespeare, posada en escena Roger Planchon, TNP Villeurbanne.
- 1977: Pauvre Assassin, de Pavel Kohout, posada en escena Michel Fagadau, Teatre de la Michodière.
- 1979: Un habit pour l'hiver, de Claude Rich, posada en escena Georges Wilson, Teatre de l'Œuvre.
- 1983: K2, de Patrick Meyers, posada en escena Georges Wilson, Teatre de la Porte-Saint-Martin.
- 1986: Faisons un rêve, de Sacha Guitry, posada en escena Jacques Rosny, Teatre Saint-Georges.
- 1987: Une chambre sur la Dordogne, de Claude Rich, posada en escena Jorge Lavelli, Teatre Hébertot.
- 1988: Réveille-toi, Philadelphie!, de François Billetdoux, posada en escena Jorge Lavelli, Teatre nacional de la Colline.
- 1989: Le Souper, de Jean-Claude Brisville, posada en escena Jean-Pierre Miquel, Teatre Montparnasse.
- 2003: Les Braises, de Sandor Marai, posada en escena Didier Long, Teatre de l'Atelier.
- 2005: Le Caïman, d'Antoine Rault, posada en escena Hans Peter Cloos, Teatre Montparnasse.
- 2008: Le diable rouge, d'Antoine Rault, posada en escena Christophe Lidon, Teatre Montparnasse.

## Premis i nominacions
- Premis César
  - César 1993: per Le Souper.
  - César 1995: Nominació al César al millor actor secundari per La Fille de d'Artagnan.
  - César 2000: Nominació al César al millor actor secundari per La bûche.
  - César 2002: César honorífic.
  - César 2009: Nominació al César al millor actor secundari per Aide-toi, le ciel t'aidera.
- Premi Molière
  - 1987: Nominació al Premi Molière al millor actor per Faisons un rêve.
  - 1990: Nominació al Premi Molière al millor actor per Le Souper.
  - 2003: Nominació al Premi Molière al millor actor per Les Braises.
  - 2006: Nominació al Premi Molière al millor actor per Le Caïman.
  - 2009: Nominació al Premi Molière al millor actor per Le Diable rouge.
- 1971: Premi del Syndicat de la critique al millor actor per Hadrien VII.
- 2008: Premi Henri-Langlois por la seva trajectòria cinematogràfica.
- 2008: Premi del Brigadier: brigadier honorífic prr Le Diable rouge i per la seva carrera.

## Condecoracions
- 2009: Commandeur de l'Orde Nacional del Mèrit[5]